# Federico del Campo

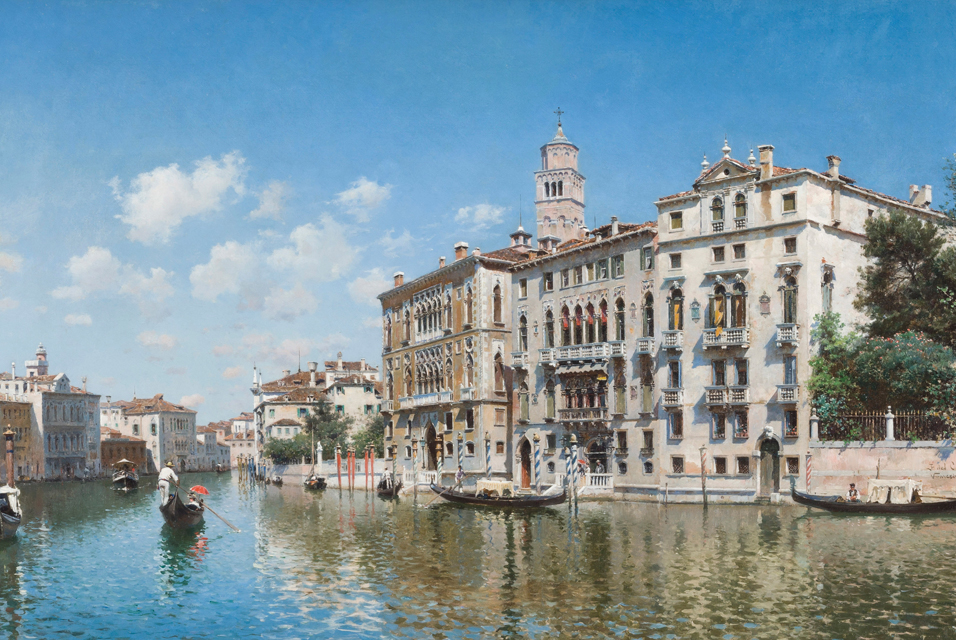
Palazzo Cavalli-Franchetti in una delle opere dell'artista

Federico del Campo (Lima, 1837 – Venezia, 1923) è stato un pittore peruviano attivo a Venezia, dove è stato uno dei maggiori vedutisti del XIX secolo.

## Biografia

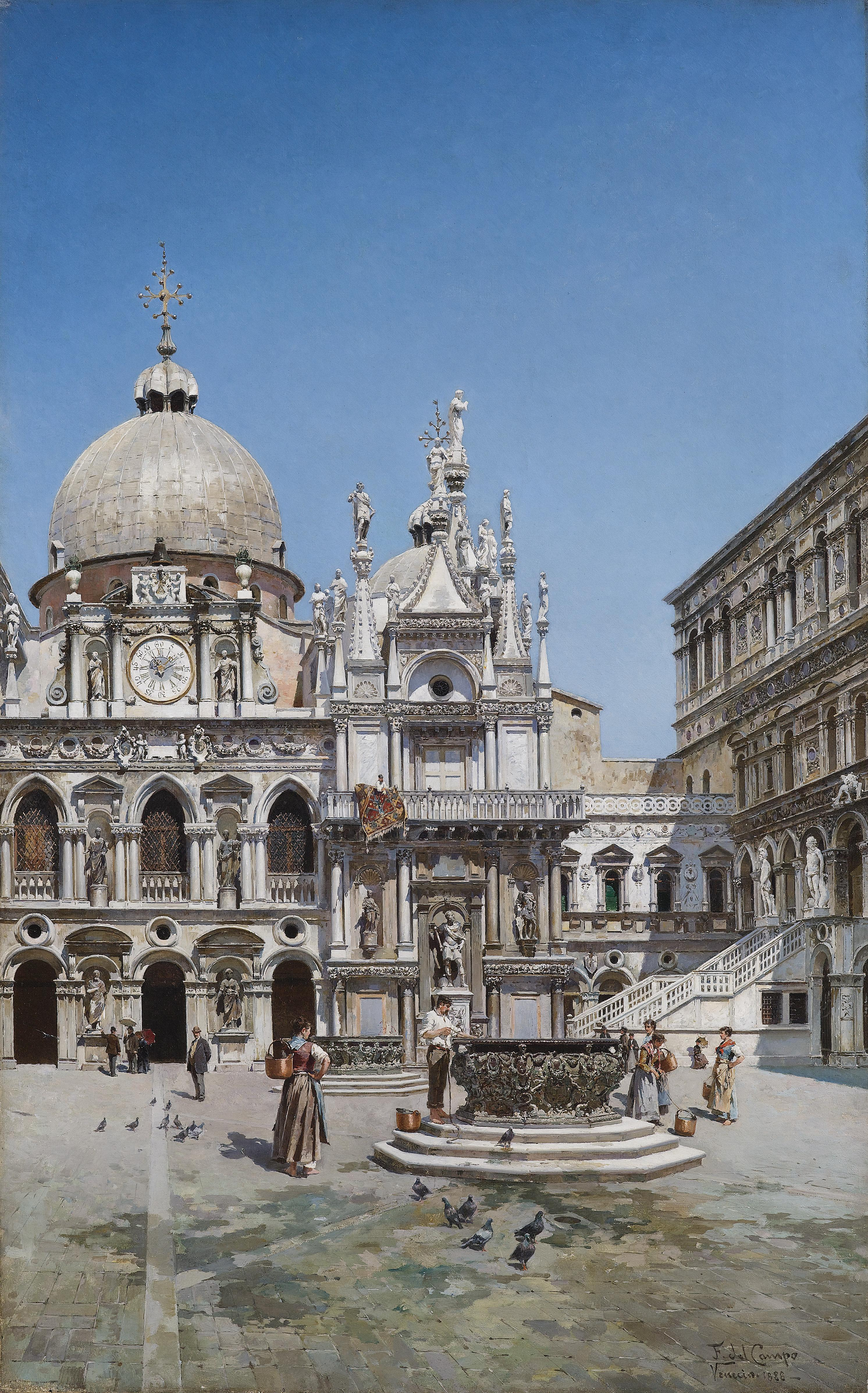
Palazzo Ducale a Venezia, 1888, olio su tela, 95 x 60cm.

Nacque a Lima e lasciò il nativo Perù in giovane età. Nulla si sa con certezza sui suoi primi studi nel paese d'origine. Studiò presso la Real Academia de Bellas Artes de San Fernando di Madrid,  dove strinse amicizia con Lorenzo Valles, pittore di scene storiche . Successivamente Del Campo viaggiò in Italia e dipinse a Napoli, Capri, Roma, Assisi e Venezia. Durante una visita in Francia studiò i nuovi sviluppi artistici a Parigi. Dal 1880 espose opere all'annuale Salon van de Société des Artistes Français e nello stesso anno si stabilì a Venezia.
Qui esisteva già una comunità di artisti emigrati, come Antonietta Brandeis, e i pittori spagnoli Martín Rico y Ortega, Mariano Fortuny e Rafael Senet. Con Martín Rico stabilì un grande legame d'amicizia tanto che i due artisti hanno lavorato anche insieme dipingendo paesaggi veneziani,  un soggetto che allora era particolarmente in voga. Con le loro tele, i due hanno risposto al grande mercato internazionale in cui la domanda di vedute di Venezia erano molto forte. La richiesta delle vedute realizzate da del Campo era così cospicua, che il pittore riprodusse più volte diversi suoi quadri.

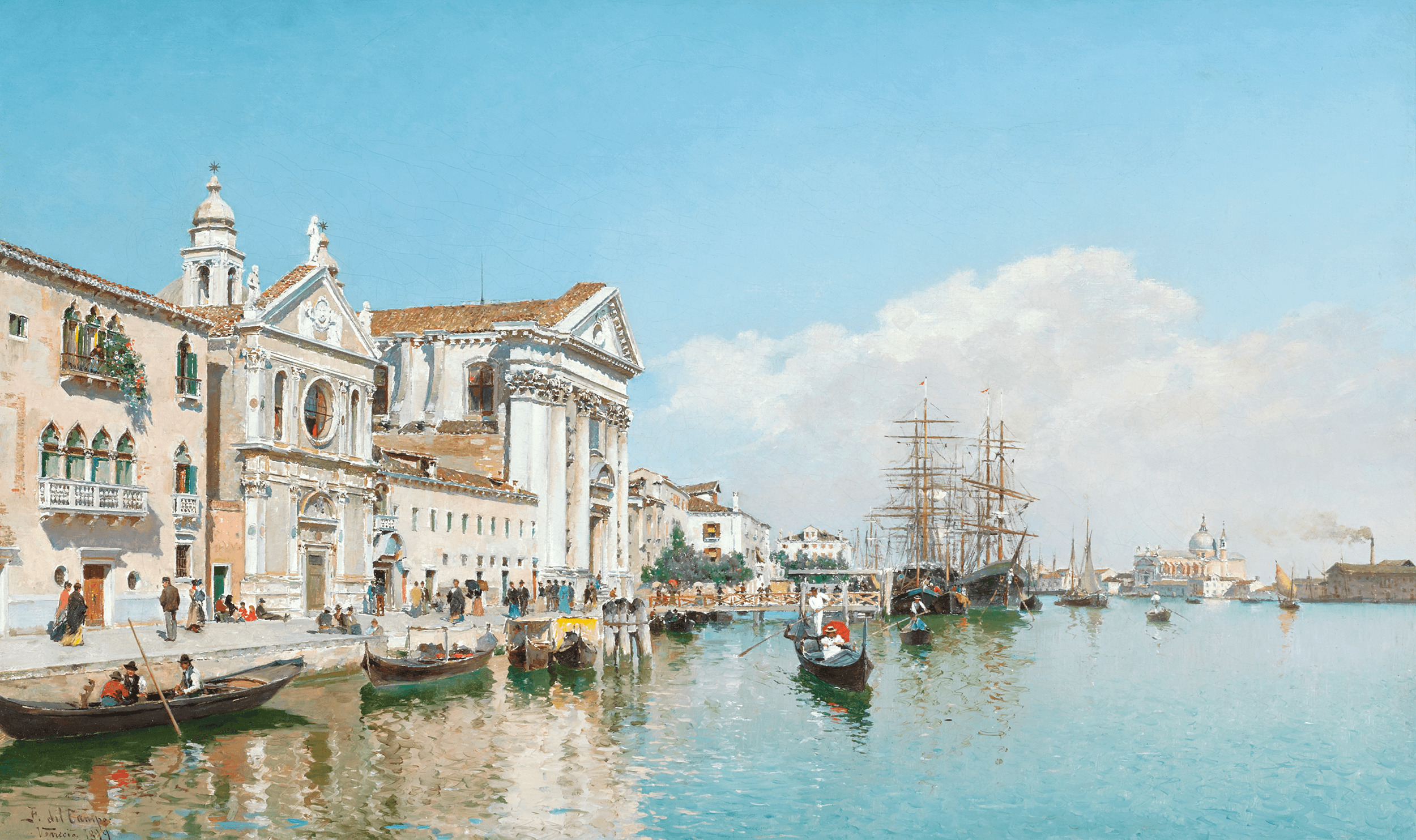
La Chiesa Gesuati, dipinto datato 1899

## Stile
Federico del Campo si specializzò in vedute di Venezia, dei suoi scorci e dei suoi monumenti principali, come il Canal Grande, il Palazzo Ducale e la Basilica di San Marco. I suoi dipinti si distinguono per la loro atmosfera cristallina e la raffigurazione degli edifici di Venezia sullo sfondo di un mare e di un cielo azzurri e abbaglianti. L'artista utilizzava una tavolozza brillante, pennellate brevi e fini e smalti delicati, che conferirono alla superficie dei suoi dipinti una qualità scintillante e luminosa.